# Colla de Diables de Sants
La Colla de Diables de Sants comença a forjar-se l'any 1980 en el si de l'Orfeó de Sants. Fou engegada amb l'ajuda dels Diables del Clot i estrenada en públic dins la trobada de germanor de les seccions de l'orfeó a la Pobla de Cérvoles.
El 1983, la colla és l'amfitriona de la I Trobada de Diables de Barcelona al barri de Sants, i és també des de llavors que participa en les Trobades de Diables de Catalunya.
La primera bèstia de foc de la colla va néixer l'any 1985. És el drac Pitu, batejat així en homenatge al seu creador, Josep Alcober, Pitu, qui posteriorment va construir les figures festives que s'hi han anat afegint: el Microones, la Dragona, l'Heura, el Sol, la Lluna (cedida per la casa okupa Cros 10), el Boc o Cabró, el Rat-penat, l'Unicorn, la Deessa de les Meduses i el Xot. El rat-penat és també l'animal que identifica la colla. Per això, en la vestimenta dels diables, n'hi ha un de color negre a l'esquena. El vestit és vermell, amb banyes negres. En les actuacions els acompanyen els tabalers, integrats en el grup com a secció pròpia.
Els diables de Sants tenen una gran activitat en la vida social del barri. Participen de manera molt viva en els actes organitzats per les Cotxeres de Sants i pel Districte: la festa major i la festa major de la Bordeta; i també en les activitats impulsades per associacions diverses: la nit de Sant Joan, la calçotada popular o el Correllengua. La colla és l'encarregada d'organitzar cada any, al maig o al juny, les activitats de Sants es Crema, en què es programa una festa infantil, una tabalada i un correfoc o una festa amb foc.
Les seves actuacions s'han pogut veure fora de la ciutat, en diverses trobades, festes majors i espectacles de Catalunya i a tot de municipis dels territoris de parla catalana. I, així mateix, en algunes altres ciutats, regions o països, com ara Ginebra, la Vall d'Aosta, la Rioja, Occitània i el País Basc.